# Helikopterflottiljen
Försvarsmaktens helikopterflottilj (Hkpflj) organiserar all svensk militär helikopterverksamhet. Förbandet bildades 1998 genom sammanslagning av Arméns, Flygvapnets samt Marinens helikopterresurser. Förbandet är lokaliserat till tre platser i landet, med huvudsäte vid Malmen (Linköping).

## Verksamhet
Helikopterflottiljen består av drygt 800 anställda och leds av Flygvapnet. Förbandet samlar Försvarsmaktens samtliga helikopterresurser och stödjer de tre försvarsgrenarna både nationellt och internationellt genom fyra helikopterskvadroner, vilka utgör helikopterflottiljens krigsförband tillsammans med fjärde basenheten (tre kompanier), som bland annat ansvarar för drift av flygbaser, upprättande av framflyttad tanknings- och laddningsplats, så kallad FARP, Forward Arming and Refueling Point samt utbildning av värnpliktiga.

## Förbandet

### Nuvarande organisation
Helikopterflottiljen är lokaliserad till tre orter, med fyra helikopterskvadroner samt en basenhet:
| Förbands- beteckning | Förbandsnamn                | Baseringsort | Helikoptertyp | Inriktning         |
| -------------------- | --------------------------- | ------------ | ------------- | ------------------ |
| 1.hkpskv             | Första helikopterskvadron   | Luleå        | HKP 14        | Markoperativ       |
| 2.hkpskv             | Andra helikopterskvadron    | Linköping    | HKP 15 HKP 16 | Markoperativ       |
| 3.hkpskv             | Tredje helikopterskvadron   | Ronneby      | HKP 14 HKP 15 | Sjöoperativ        |
| 4. hkpskv (SHG)      | Särskilda helikoptergruppen | Linköping    | HKP 15 HKP 16 | Specialoperationer |

### Förbandschef
Helikopterflottiljchefen är genom sin befattning tillika garnisonschef i Linköping.

- 1998–2002: Kommendör Håkan Neckman
- 2002–2005: Överste Mats Westin[4][5]
- 2005–2008: Överste Johan Svensson[6]
- 2008–2009: Överste Micael Bydén[7]
- 2009–2014: Överste Magnus Westerlund[8][9]
- 2014–2017: Överste Peder Söderström[10]
- 2017–2021: Överste Jonas Nellsjö[11]
- 2021–2025: Överste Mats Antonson [b]
- 2025–20xx: Överste Niklas Blomberg [c]

## Flygsystemen

### Nuvarande helikoptrar
- Helikopter 14 (HKP 14) är en medeltung transporthelikopter med mark- och sjöoperativ inriktning och togs i tjänst 2011.[14] Systemet är under införande och genomför förmågeutveckling.

- Helikopter 15 (HKP 15) är en lätt transporthelikopter med mark- och sjöoperativ inriktning och togs i tjänst 2006. HKP 15 var det första flygsystemet som anskaffades (direkt) till Helikopterflottiljen och var först främst tänkt till att användas som skolhelikopter samt kostnadseffektiv träningsplattform för de medeltunga transporthelikopterbesättningarna. Men helikoptertypens uppgifter har med tiden utvecklats till att bland annat understödja Försvarsmaktens specialförband samt vid internationella insatser stödja med ombordbaserad helikopter på fartyg.

- Helikopter 16 (HKP 16) är en medeltung transporthelikopter med markoperativ inriktning och togs i tjänst 2012.[15] HKP 16 anskaffades främst för att fylla den lucka som uppstod då det åldrande HKP10-systemet närmat sig tidpunkten för avveckling samtidigt som införandet av HKP14-systemet blivit så försenat att det flygsystemet inte kunde bli operativt för internationell insats och därigenom avlösa HKP10 i Afghanistan. HKP16 var insatt i Afghanistan mellan 2013 och 2014, med huvuduppgiften MEDEVAC.

### Avvecklade helikoptrar och flygplan
- Helikopter 3 (HKP 3) var en medeltung helikopter som kom till Helikopterflottiljen via Arméflyget, där den främst användes för olika former av transportuppdrag vilket även Helikopterflottiljen nyttjade den till.
 Flygsystemet var i tjänst fram till 2000.

- Helikopter 4 (HKP 4) var en medeltung helikopter som kom till Helikopterflottiljen via Marinflyget, där den främst användes till ubåtsjakt. Helikopterflottiljen kom dock främst att använda HKP 4 som transporthelikopter och den stod även under 2008 i beredskap för snabbinsatsstyrkan NBG 08.
 Flygsystemet var i tjänst fram till 2011.[16]

- Helikopter 5 (HKP 5) var en lätt helikopter som kom till Helikopterflottiljen via Arméflyget, där den främst användes till grundläggande flygutbildning samt eldledning. Helikopterflottiljen nyttjade den främst som skolhelikopter.
 Flygsystemet var i tjänst fram till 2002.

- Helikopter 6 (HKP 6) var en lätt helikopter som kom till Helikopterflottiljen via både Arméflyget och Marinflyget, vilka båda använde den för flygutbildning samt som transporthelikopter.
 Flygsystemet var i tjänst fram till 2004.

- Helikopter 9 (HKP 9) var en lätt helikopter som kom till Helikopterflottiljen via Arméflyget, där den främst användes som pansarvärnshelikopter. Helikopterflottiljen nyttjade den dock främst som transporthelikopter och den användes även vid flottiljens första internationella insats 2006-2007 (Kosovo KS14).
 Flygsystemet var i tjänst fram till 2010.

- Helikopter 10 (HKP 10) var en medeltung helikopter som blev det sista arvsystemet som opererades av Helikopterflottiljen, flygsystemet kom ursprungligen från Flygvapnets flygräddningsgrupper. Vissa av helikoptrarna anpassades sedermera för internationella insatser och var insatta i Afghanistan mellan 2011 och 2013, med huvuduppgiften MEDEVAC.[17][18]
 Flygsystemet var i tjänst fram till 2015.[19]

- Helikopter 11 (HKP 11) var en medeltung helikopter som kom till Helikopterflottiljen via Arméflyget, där den först användes som ambulanshelikopter - men senare endast som transporthelikopter. En uppgift den även fick inom Helikopterflottiljen.
 Flygsystemet var i tjänst fram till 2004.

- Flygplan 89 (SH 89) var det enda flygplan som opererats av Helikopterflottiljen och kom dit via Marinflyget, som främst använde den till ubåtsjakt samt spaning.
 Flygsystemet var i tjänst fram till 2005.

## Haverier
- Den 11 augusti 2000 kolliderar H94 (HKP 10 tillhörande 1.hkpskv) med bergväggen vid Kaskasapakte i Kebnekaisemassivet under ett räddningsuppdrag.[20]
Samtliga tre ombord omkommer, helikoptern totalförstörd.[21][22][23]

- Den 25 mars 2003 kolliderar Z34 (HKP 11 tillhörande 1.hkpskv) med isen på Bottensjön utanför Karlsborg och sjunker under en räddningsövning.
En omkommen och två lindrigt skadade. Helikopterns skador bedömdes vara så stora att den aldrig kom att återställas till luftvärdigt skick.[24]

- Den 18 november 2003 kolliderar H99 (HKP 10 tillhörande 5.hkpskv) med havsytan öster Rörö i Göteborgs skärgård under en räddningsövning.
Sex ombord omkommer, den sjunde allvarligt skadad. Helikoptern totalförstörd.[25][26]

- Den 1 november 2005 kolliderar H91 (HKP 10 tillhörande 3.hkpskv) med havsytan söder Lindö i Blekinge skärgård under en räddningsövning.
En lindrigt skadat, övriga oskadda. Helikopterns skador bedömdes vara så stora att den aldrig kom att återställas till luftvärdigt skick, därav klassad som haveri.[27]

- Den 11 september 2007 kolliderar Y04 och Y10 (HKP 9 tillhörande 3.hkpskv) med varandra i luften under ett transportuppdrag väster Ryd i Tingsryds kommun.
Båda besättningarna (fyra personer) omkommer, helikoptrarna totalförstörda.[28]

## Internationella insatser

### Avslutade insatser
Kosovo (2006-2007)

Mellan oktober 2006 och juli 2007 var tre HKP 9A baserad på Camp Bondsteel i Kosovo inom ramen för KS14, enheten benämndes Swedish Helicopter Unit (SHU). SHU var Helikopterflottiljens första internationella insats och hade till huvuduppgift att genomföra övervakning och transportuppdrag inom ansvarsområdet. Vidare skulle de bland annat vara beredd på att kunna genomföra okvalificerad sjukvårdstransport (CASEVAC).
Adenviken (2010)

Mellan april och november 2010 ingick två HKP 15B som en helikopterenhet inom ramen för Operation Atalanta (ME02) i Adenviken. En helikopter var ombordbaserad på HMS Carlskrona (P04), den andra stationerades på den franska basen i Djibouti och utgjorde reserv. Detta var Helikopterflottiljens första internationella sjöoperativa insats och huvuduppgiften för den helikopter som fanns ombord HMS Carlskrona var främst att utgöra en form av snabbinsatsstyrka mot misstänkta piratfartyg samt fungera som spaningsresurs.
Afghanistan (2011-2013)

Mellan april 2011 och mars 2013 var två HKP 10B baserade på Camp Marmal i Afghanistan, enheten benämndes Swedish Air Element ISAF MEDEVAC (SAE ISAF MEDEVAC, anropssignal "Silverfox"). Huvuduppgiften för enheten var taktisk MEDEVAC, med förmåga att verka dygnet runt. Likt inför beredskapen under NBG 08 blev man även denna gång försenad med anpassningen av helikoptrarna till den miljö och hotbild de skulle verka i. Enheten avlöstes av SAE ISAF UH-60.
Adenviken (2013)

Mellan april och augusti 2013 ingick två HKP 15B som en helikopterenhet inom ramen för Operation Atalanta (ME03) i Adenviken. Likt vid ME02 ombordbaserades en helikopter på HMS Carlskrona (P04), den andra stationerades på den franska basen i Djibouti och utgjorde reserv. Även denna gången var huvuduppgiften för den helikopter som fanns ombord HMS Carlskrona att främst utföra havsövervakning med fokus på att förhindra piratverksamhet samt även genomföra underrättelseinhämtning mot misstänkta piratläger längs Somalias kust.
Afghanistan (2013-2014)

Mellan april 2013 och maj 2014 var fyra HKP 16 baserade på Camp Marmal i Afghanistan, enheten benämndes Swedish Air Element ISAF UH-60 (SAE ISAF UH-60, anropssignal "Icepac"). När enhetens sattes in var planen att den skulle vara insatt under tre år, men avvecklingen av den svenska militära närvaron i Afghanistan gjorde att enheten istället kom hem efter drygt ett år. När enheten gick på sin beredskap så avlöste den SAE ISAF MEDEVAC och hade i stort sett samma huvuduppgift: MEDEVAC i den norra delen av Afghanistan. Med en liten skillnad; SAE ISAF UH-60 flög (även) ända fram till skadeplatsen för att hämta upp den skadade, så kallad "forward MEDEVAC". 
Adenviken (2015)

Mellan januari och maj 2015 var två HKP 15B baserade ombord nederländska amfibiestridsstödfartyget HNLMS Johan de Witt som en helikopterenhet inom ramen för Operation Atalanta (ME04) i Adenviken (Nederländerna själva ombordbaserade även en NH90). Huvuduppgiften för den svenska helikopterenheten var likt de tidigare insatserna i Adenviken att utgöra en spaningsresurs, men även stödja övriga enheter vid till exempel bordning eller kustnära uppträdande.
Mali (2021-2022)

Mellan första kvartalet 2021 till första kvartalet 2022 ingick en helikopterenhet med HKP16 i Task force Takuba, vilket var en multinationell specialförbandsstyrka, som var en del av den större franskledda insatsen Operation Barkhane i Mali.
Nordic battlegroup 2008 [ej insatt]

Mellan januari och juni 2008 stod fyra HKP 4 i beredskap för snabbinsatsstyrkan NBG 08 inom ramen för Helikopterenheten. Helikopterenhetens huvuduppgift var att stödja NBG 08 med sjuktransportförmåga (MEDEVAC). Det fanns dock allvarliga brister med NGB 08, vilka kom att kritiseras i en rapport från Riksrevisionen. I planeringsstadiet ville Försvarsmakten att ett annat land skulle ansvara för Helikopterenheten, men 2005 tvingades Försvarsmakten konstaterade att inget annat land kunde bidra med helikopterkapacitet och att Sverige som ramnation fick lösa frågan på egen hand. Beslut fattades att Helikopterenheten skulle bestå av två HKP 10B samt fyra HKP 4. 2006 påbörjade därför modifieringen av tre HKP 10A till B-version, som skulle levereras i juni 2007. Dock försenades leveransen gång på gång och i april 2008 stod det klart att HKP10B inte skulle hinna bli levererad under beredskapstiden. Även modifieringarna av HKP 4 fick problem, vilket gjorde att de inte kunde levereras förrän i slutet av 2007. Detta ledde till att NBG 08 inte kunde öva med helikoptrarna under hela utbildningsperioden.
Helikopterenheten kom aldrig att sättas in.
Nordic battlegroup 2011 [ej insatt]

Mellan januari och juni 2011 stod sex HKP 15 i beredskap för snabbinsatsstyrkan NBG 11 inom ramen för Expeditionary Air Wing Heli Unit (EAW HU). EAW HU huvuduppgift var att stödja NBG 11 med sjuktransportförmåga (MEDEVAC), att HKP 15 (som är en mindre helikopter) kom att användas för denna uppgift berodde på bristen på svensk medeltunga helikopterresurser. EAW HU förstärktes dock under beredskapsperioden med två Kroatiska Mil Mi-171sh.
EAW HU kom aldrig att sättas in.
Nordic battlegroup 2015 [ej insatt]

Mellan januari och juni 2015 stod tre HKP 16 i beredskap för snabbinsatsstyrkan NBG 15 inom ramen för Helicopter unit Battlegroup 2015 (HU BG 15). Huvuduppgiften för den svenska helikopterenheten var att utgöra en allmän helikopterresurs för stridsgruppen (Finland bidrog med fyra NH90 för MEDEVAC).
HU BG 15 kom aldrig att sättas in.

## Heraldik och traditioner
Förbandstecken

Helikopterflottiljens förbandstecken är en bevingad häst (Pegasus), vilket även är baskermärket som bärs på förbandets mellanblå basker.
Uniform

Från 2007 började all personal vid Helikopterflottiljen bära flygvapenuniform, tidigare bar individen uniformen från den försvarsgren denne tillhört vid Helikopterflottiljens bildande (1998).
Förbandsfana

Helikopterflottiljens förbandsfana symboliserar flottiljens ursprung från armé-, marin- och flygvapenhelikopterförband. Vilket återspeglas i fanans utformning; i centrum Flygvapnets bevingade propeller krönt med krona mot en blå bakgrund. Vilken i vardera hörn flankeras av Helikopterflottiljens tecken (en Pegasus), Arméflygets tecken (ett bevingade svärd), Marinflygets tecken (ett bevingade ankare och korslagda kanonrör) samt tecknet för Flygvapnets helikoptergrupper (bevingad propeller). Fanan överlämnades av överbefälhavare Sverker Göransson på uppdrag av Hans Majestät Konungen till flottiljen vid en ceremoni den 27 maj 2009. Fram till dess hade flottiljen burit Östgöta arméflygbataljons fana.
Valspråk

Helikopterflottiljen har valspråket "Semper parati" (latin) vilket kan översättas till "Alltid redo".
Marscher och igenkänningssignal

Förbandsmarschen är Adlerflug, vilken övertogs från Marinflyget. Traditionsmarscher är Norrlands helikopterbataljons marsch (Överste Sellin), Östgöta helikopterbataljons marsch (Auf nach Valencia) samt Svea helikopterbataljons marsch (Vårparaden). Förbandets igenkänningssignal bygger på förbandsmarschen.
Traditionsvård

Helikopterflottiljen är traditionsbärare för Östgöta flygflottilj (F 3), Bråvalla flygflottilj (F 13), Arméns flygcentrum (AFC), Marinflygledningen (MFlygL), Svea helikopterbataljon (Andra helikopterbataljon), Göta helikopterbataljon (Tredje helikopterbataljon) samt Livgrenadjärregementet (I 4). Vidare bevarar förbandet minnet av Norrbottens arméflygbataljon (AF 1), Östgöta arméflygbataljon (AF 2), Elfte helikopterdivisionen, Tolfte helikopterdivisionen, 13:e helikopterdivisionen samt Helikoptergrupperna vid Norrbottens flygflottilj (Kallax), Jämtlands flygflottilj (Frösön) och Skaraborgs flygflottilj (Såtenäs).
Monument och minnesmärken

En HKP 3 (03302) finns placerad som gate guard på en pelare framför stabshuset inne på Helikopterflottiljens område på Malmen. Minnestavlor över omkomna kamrater finns vid Ronneby, Göteborg, Boden, Kallax, Berga och Tarfala. Minnesstenar över avvecklade förband finns vid Boden, Säve och Berga.
Kamratföreningar

Kamratföreningar knutna till Helikopterflottiljen är AF 1/HkpS kamratförening, AF 2 kamratförening, Kamratföreningen Yngve Röd, Kamratföreningen Yngve Blå, Kamratföreningen Mellersta arméfördelningen samt F 3 kamratförening.

## Förbandets historia
Försvarsmakten har använt helikoptrar sedan slutet av 1950-talet och de tillhörde organisatoriskt de olika försvarsgrenarna: Armén (Arméflyget), Marinen (Marinflyget) samt Flygvapnet (Flygräddningsgrupperna vid respektive flygflottilj). Under 60-talet och framåt gjordes ett flertal utredningar kring möjligheten att samordna försvarsgrenarnas olika helikopterresurser, men det största hindret för en sådan samordning var helikopterförbandens helt olika uppgifter. Men när Försvarsmakten 1994 samlar alla förband i en gemensam myndighet så aktualiseras samordningsfrågan igen. 
År 1996 tillsätts en utredning med uppgift att se över möjligheten kring en total samordning av Försvarsmaktens helikopterresurser, några månader senare läggs förslaget fram om en gemensam helikopterflottilj. Förslaget sänds in till regeringen som i försvarsbeslutet 1996 fattar beslutet att samla Försvarsmaktens samtliga helikopterresurser i en gemensam helikopterorganisation.
Den 1 januari 1998 upprättas Försvarsmaktens helikopterflottilj (Hkpflj), vilken officiellt invigdes den 3 februari 1998. Intagandet av den nya organisationen skedde i två steg; Först samordnades ledningsfunktionen genom att sätta upp en gemensam stab i Linköping. Nästa steg var ett år senare (1 januari 1999) när de ursprungliga helikopterförbanden omorganiserades till den nya förbandsstrukturen. Genom Helikopterflottiljens bildande blev Sverige först i världen att samordna alla sina militära helikopterresurser i ett gemensamt förband.
Först leddes Helikopterflottiljen på central nivå av Marinens taktiska centrum (MTC). Två år senare (år 2000) övergick ansvaret till den Operativa insatsledningen (OPIL) och därigenom blev Helikopterflottiljen i praktiken en ”fjärde försvarsgren”, sidoordnad med Armén, Marinen samt Flygvapnet. Slutligen underställdes Helikopterflottiljen 2003 Flygtaktiska kommandot (FTK) och inordnas som en flottilj i Flygvapnet.
Försvarsmakten hade innan sammanslagningen 135 helikoptrar av sju olika typer, vilket inte var rationellt och målsättningen var att så snabbt som möjligt reducera antalet typer. Tanken var att Helikopterflottiljen skulle bestå av två enhetshelikoptrar, en lätt och en medeltung, som skulle ersätta alla andra helikoptertyper. Transformeringen påbörjades 2001 då 20 stycken HKP 15 beställdes för att ersätta de lätta helikoptrarna HKP 5, HKP 6 samt HKP 9 från 2003. Dock blev projektet försenat och den första HKP 15A levererades 2006 och den första HKP 15B 2008. Samma år (2001) beställdes även 18 stycken HKP 14 för att ersätta de medeltunga helikoptrarna  HKP 3, HKP 4, HKP 10 samt HKP 11 från 2006. Även detta projektet försenades och den första HKP 14A (för-serie) levererades 2011. De båda slutliga varianterna av HKP 14 (14E respektive 14F) kommer att levereras 2018 respektive levererades 2016. Förseningen av HKP 14 gjorde att man 2011 tvingades beställa ytterligare en medeltung helikoptertyp, 15 stycken HKP 16, främst för att avlösa HKP 10 med medicinsk sjukvårdstransport vid internationella insatser. HKP 16 köptes utan några som helst svenska anpassningar och kunde därmed levereras på rekordtid, första leverans samma år (2011) och systemet var slutlevererat inom två år (2013).
Under Helikopterflottiljen första decennium omorganiseras förbandet flera gånger. Något som Statens haverikommission kommenterar i några av sina rapporter för de haverier som inträffar inom Helikopterflottiljen under 2000-talet.
Med försvarsbeslutet 2004 följde även avveckling av fyra militärdistrikt. Militärdistriktens främsta uppgifter var territoriell verksamhet, utbildning av hemvärns- och frivillig personal samt insatser, i första hand inom ramen för stöd till samhället. Genom avvecklingen av militärdistrikten underställdes utbildningsgruppen Livgrenadjärgruppen från den 1 januari 2006 Helikopterflottiljen.
Den 1 januari 2013 bildades fyra militärregioner som lyder under chefen insatsledningen i Högkvarteret avseende markterritoriell ledning i fred, kris och krig. 
I Försvarsmaktens budgetunderlag till regeringen för 2020 föreslogs att de fyra militärregionala staberna från 1 januari 2020 skulle inrättas som egna organisationsenheter. Cheferna för militärregionstaberna föreslogs i sin tur underställas rikshemvärnschefen avseende produktion av utbildningsgrupper och hemvärnsförband. Detta medförde att utbildningsgrupperna överfördes organisatoriskt från ett utbildningsförband till de fyra militärregionala staberna.
I regeringens proposition framhöll dock regeringen att den militära regionala indelningen kunde komma att justeras, det beroende på utfallet av utredningen "Ansvar, ledning och samordning inom civilt försvar" (dir. 2018:79). För Helikopterflottiljen innebar denna förändring att Livgrenadjärgruppen överfördes till Södra militärregionen från och med den 1 januari 2020.

Helikopterflottiljens ursprungliga organisation (1 januari 1999)

| Förbands- beteckning      | Förbandsnamn                 | Baseringsort | Ursprungsförband som bildar förbandet |
| ------------------------- | ---------------------------- | ------------ | --- |
| Första helikopterbataljon | Norrlands helikopterbataljon | Boden        | AF 1/Boden samt flygräddningsgrupperna vid F 4/Frösön och F 21/Kallax                                                                          |
| Andra helikopterbataljon  | Svea helikopterbataljon      | Berga        | 11. helikopterdivisionen/Berga samt flygräddningsgruppen vid F 16/Uppsala                                                                      |
| Tredje helikopterbataljon | Göta helikopterbataljon      | Säve Ronneby | 12. helikopterdivisionen/Säve, 13. helikopterdivisionen/Kallinge samt flygräddningsgrupperna vid F 7/Såtenäs, F 10/Ängelholm och F 17/Kallinge |
| Fjärde helikopterbataljon | Östgöta helikopterbataljon   | Linköping    | AF 2/Malmen |

1. ↑  Helikopterflottiljens förtjänstmedalj i silver instiftades av Försvarsmakten 2005.
2. ↑  Antonson tillträdde som chef den 1 september 2021 med ett förordnande längst till den 31 december 2024.[12]
3. ↑  Niklas Blomberg tillträdde som chef den 22 januari 2025, med ett förordnande längst till den 31 mars 2028. Blomberg utnämndes till överste i samband med fördordnandet.[13]
4. ↑  Dessutom bemannas en sjöräddningsbas i Sundsvall (Sjöfartsverket) samt en ambulanshelikopterbas i Lycksele (Västerbottens läns landsting).
5. 1 2  Dessutom bemannas en sjöräddningsbas i Visby (Sjöfartsverket) gemensamt av 2.hkpbat och 3.hkpbat.
6. ↑  Det är även till Malmen som Helikopterflottiljens stab förläggs.

Försvarsbeslutet 2000

I samband med försvarsbeslutet 2000 avvecklas viss ambulanshelikopter- och sjöräddningsverksamhet, berörda bataljoner ombildas till skvadroner.
- Första helikopterbataljon ombildas till skvadron (Första helikopterskvadron). [a]
- Tredje helikopterbataljon avvecklas - enheten vid Säve ombildas till skvadron (Femte helikopterskvadron), övriga enheter ur f.d. Tredje helikopterbataljon överförs till Andra helikopterbataljon. [a] [b]
- Femte helikopterskvadron upprättas (se ovan).

1. 1 2  Helikopterflottiljen lämnar sjöräddningsverksamheten i Visby, Sundsvall samt ambulanshelikopterverksamheten i Lycksele, vilka övertas av civila aktörer.
2. ↑  Flygräddningsgrupperna vid F 10 samt F 16 avvecklas i samband med att respektive flygflottilj läggs ner.

Försvarsbeslutet 2004

I samband med försvarsbeslutet 2004 övergår Helikopterflottiljen helt till skvadronsstruktur, vidare avvecklas all sjöräddningsberedskap inom organisationen.
- Andra helikopterbataljon avvecklas - verksamheten vid Berga ombildas till skvadron (Andra helikopterskvadron) samt verksamheten vid Kallinge bildar Tredje helikopterskvadron. [a]
- Andra helikopterskvadron upprättas (se ovan).
- Tredje helikopterskvadron upprättas (se ovan).
- Fjärde helikopterbataljon upphör vara en egen organisationsenhet och ingår istället som en enhet direkt under Helikopterflottiljstaben (Hkpflj/Malmen).

1. ↑  Uppdraget att upprätthålla sjöräddningsberedskap för Sjöfartsverket på Berga, Ronneby och Säve avslutas.

2005–2014

- Andra helikopterskvadron avvecklas 2005.
- Första helikopterskvadron flyttar 2005 verksamheten från Boden till F 21/Kallax. [a]
- Femte helikopterskvadron flyttar 2006 verksamheten från Säve till F 7/Såtenäs.
- Femte helikopterskvadron avvecklas 2009 och verksamheten vid F 7/Såtenäs underställs 3.hkpskv.
- Andra helikopterskvadron upprättas 2009 ur Hkpflj/Malmen (före detta Fjärde helikopterbataljon). [b]
- Den militära flygräddningen (FRÄD) inom Helikopterflottiljen avvecklas 2010  (se Sjöfartsverkets helikopterverksamhet).[110]
- Helikopterverksamheten vid F 7/Såtenäs avvecklas under tidigt 10-talet, exakt tidpunkt är svårbedömd då det skedde en gradvis nedtrappning.
- Första helikopterbataljon upprättas 2013 i syfte att skapa en insatsorganisation inom Helikopterflottiljen, helikopterskvadronerna inordnas under Helikopterbataljonen.

1. ↑  Flygräddningsgruppen vid F 4 avvecklas i och med att flygflottiljen läggs ner.
2. ↑  I och med detta intas nuvarande organisation där Helikopterflottiljen består av tre skvadroner och en flottiljstab.

Försvarsbeslutet 2015

I samband med försvarsbeslutet 2015 omorganiseras Helikopterflottiljen från att delvis vara en insatsorganisation till att bli ett krigsförband.
- Första helikopterbataljon avvecklas 1 januari 2016, istället blir hela Helikopterflottiljen ett krigsförband.
- Fjärde basenheten (ur Första flygbasbataljonen) tillförs, i övrigt är organisationen inom Helikopterflottiljen oförändrad.